# Grande Prêmio de Mônaco de 2022
O Grande Prêmio de Mônaco de 2022 (formalmente denominado Formula 1 Grand Prix de Monaco 2022) foi a sétima etapa da temporada de 2022 da Fórmula 1. Foi disputada em 29 de maio de 2022 no Circuito de Mônaco, Monte Carlo, Mônaco. A corrida foi vencida por Sergio Pérez e se tornou o primeiro mexicano a vencer uma corrida em Mônaco e sendo o maior vencedor da história mexicana na Fórmula 1, superando as duas vitórias de Pedro Rodríguez.

## Resultados

### Treino classificatório
| 1                        | 16 | Charles Leclerc  | Ferrari               | 1:12.569 | 1:11.864 | 1:11.376 | 1  |
| 2                        | 55 | Carlos Sainz Jr. | Ferrari               | 1:12.616 | 1:12.074 | 1:11.601 | 2  |
| 3                        | 11 | Sergio Pérez     | Red Bull Racing-RBPT  | 1:13.004 | 1:11.954 | 1:11.629 | 3  |
| 4                        | 1  | Max Verstappen   | Red Bull Racing-RBPT  | 1:12.993 | 1:12.117 | 1:11.666 | 4  |
| 5                        | 4  | Lando Norris     | McLaren-Mercedes      | 1:12.927 | 1:12.266 | 1:11.849 | 5  |
| 6                        | 63 | George Russell   | Mercedes              | 1:12.787 | 1:12.617 | 1:12.112 | 6  |
| 7                        | 14 | Fernando Alonso  | Alpine-Renault        | 1:13.394 | 1:12.688 | 1:12.247 | 7  |
| 8                        | 44 | Lewis Hamilton   | Mercedes              | 1:13.444 | 1:12.595 | 1:12.560 | 8  |
| 9                        | 5  | Sebastian Vettel | Aston Martin-Mercedes | 1:13.313 | 1:12.613 | 1:12.732 | 9  |
| 10                       | 31 | Esteban Ocon     | Alpine-Renault        | 1:12.848 | 1:12.528 | 1:13.047 | 10 |
| 11                       | 22 | Yuki Tsunoda     | AlphaTauri-RBPT       | 1:13.110 | 1:12.797 | —        | 11 |
| 12                       | 77 | Valtteri Bottas  | Alfa Romeo-Ferrari    | 1:13.541 | 1:12.909 | —        | 12 |
| 13                       | 20 | Kevin Magnussen  | Haas-Ferrari          | 1:13.069 | 1:12.921 | —        | 13 |
| 14                       | 3  | Daniel Ricciardo | McLaren-Mercedes      | 1:13.338 | 1:12.964 | —        | 14 |
| 15                       | 47 | Mick Schumacher  | Haas-Ferrari          | 1:13.469 | 1:13.081 | —        | 15 |
| 16                       | 23 | Alexander Albon  | Williams-Mercedes     | 1:13.611 | —        | —        | 16 |
| 17                       | 10 | Pierre Gasly     | AlphaTauri-RBPT       | 1:13.660 | —        | —        | 17 |
| 18                       | 18 | Lance Stroll     | Aston Martin-Mercedes | 1:13.678 | —        | —        | 18 |
| 19                       | 6  | Nicholas Latifi  | Williams-Mercedes     | 1:14.403 | —        | —        | 19 |
| 20                       | 24 | Guanyu Zhou      | Alfa Romeo-Ferrari    | 1:15.606 | —        | —        | 20 |
| Tempo dos 107%: 1:17.648 |    |                  |                       |          |          |          |    |
| Fonte:                   |    |                  |                       |          |          |          |    |

Notas

### Corrida
| Pos.                                                                        | Nu. | Piloto           | Construtor            | Voltas | Tempo/Retirado  | Pit Stop | Pneus | Grid | Pontos |
| --------------------------------------------------------------------------- | --- | ---------------- | --------------------- | ------ | --------------- | -------- | ----- | ---- | ------ |
| 1                                                                           | 11  | Sergio Pérez     | Red Bull Racing-RBPT  | 64     | 1:56:30.265     | 3        |       | 3    | 25     |
| 2                                                                           | 55  | Carlos Sainz Jr. | Ferrari               | 64     | +1.154          | 2        |       | 2    | 18     |
| 3                                                                           | 1   | Max Verstappen   | Red Bull Racing-RBPT  | 64     | +1.491          | 3        |       | 4    | 15     |
| 4                                                                           | 16  | Charles Leclerc  | Ferrari               | 64     | +2.922          | 3        |       | 1    | 12     |
| 5                                                                           | 63  | George Russell   | Mercedes              | 64     | +11.968         | 2        |       | 6    | 10     |
| 6                                                                           | 4   | Lando Norris     | McLaren-Mercedes      | 64     | +12.231         | 4        |       | 5    | 8+1    |
| 7                                                                           | 14  | Fernando Alonso  | Alpine-Renault        | 64     | +46.358         | 2        |       | 7    | 6      |
| 8                                                                           | 44  | Lewis Hamilton   | Mercedes              | 64     | +50.388         | 3        |       | 8    | 4      |
| 9                                                                           | 77  | Valtteri Bottas  | Alfa Romeo-Ferrari    | 64     | +52.525         | 2        |       | 12   | 2      |
| 10                                                                          | 5   | Sebastian Vettel | Aston Martin-Mercedes | 64     | +53.536         | 3        |       | 9    | 1      |
| 11                                                                          | 10  | Pierre Gasly     | AlphaTauri-RBPT       | 64     | +54.289         | 3        |       | 17   |        |
| 12                                                                          | 31  | Esteban Ocon     | Alpine-Renault        | 64     | +55.644         | 2        |       | 10   |        |
| 13                                                                          | 3   | Daniel Ricciardo | McLaren-Mercedes      | 64     | +57.635         | 2        |       | 14   |        |
| 14                                                                          | 18  | Lance Stroll     | Aston Martin-Mercedes | 64     | +1:00.802       | 4        |       | 18   |        |
| 15                                                                          | 6   | Nicholas Latifi  | Williams-Mercedes     | 63     | +1 volta        | 4        |       | 19   |        |
| 16                                                                          | 24  | Guanyu Zhou      | Alfa Romeo-Ferrari    | 63     | +1 volta        | 2        |       | 20   |        |
| 17                                                                          | 22  | Yuki Tsunoda     | AlphaTauri-RBPT       | 63     | +1 volta        | 4        |       | 11   |        |
| Ret                                                                         | 24  | Alexander Albon  | Williams-Mercedes     | 48     | Mecânico        | 4        |       | 16   |        |
| Ret                                                                         | 47  | Mick Schumacher  | Haas-Ferrari          | 24     | Acidente        | 2        |       | 15   |        |
| Ret                                                                         | 20  | Kevin Magnussen  | Haas-Ferrari          | 19     | Pressão da água | 1        |       | 13   |        |
| Volta mais rápida: Lando Norris (McLaren-Mercedes) – 1:14.693 (na volta 55) |     |                  |                       |        |                 |          |       |      |        |
| Fonte:                                                                      |     |                  |                       |        |                 |          |       |      |        |

## Curiosidade
- Sergio Pérez se tornou o maior piloto mexicano da fórmula 1, superando as duas vitórias da lenda Pedro Rodríguez.

- Sergio Pérez foi o primeiro mexicano a vencer em Mônaco e o primeiro piloto da América do Norte a vencer a corrida desde o canadense Gilles Villeneuve em 1981 e o México é o 17º país a ter um vencedor em Mônaco.

- Charles Leclerc terminou pela primeira vez uma corrida em Mônaco (casa) na carreira.

## Voltas na liderança
| Nº de Voltas | Piloto           | Voltas |
| ------------ | ---------------- | ------ |
| 44           | Sergio Pérez     | 21-64  |
| 17           | Charles Leclerc  | 1-17   |
| 3            | Carlos Sainz Jr. | 18-20  |

## 2022DHLFastest Pit Stop Award

### Resultado
| 1      | 11 | Sergio Perez     | Red Bull Racing-RBPT  | 2.30 | 25 |
| 2      | 4  | Lando Norris     | McLaren-Mercedes      | 2.38 | 18 |
| 3      | 14 | Fernando Alonso  | Alpine-Renault        | 2.42 | 15 |
| 4      | 5  | Sebastian Vettel | Aston Martin-Mercedes | 2.51 | 12 |
| 5      | 55 | Carlos Sainz Jr. | Ferrari               | 2.51 | 10 |
| 6      | 44 | Lewis Hamilton   | Mercedes              | 2.56 | 8  |
| 7      | 22 | Yuki Tsunoda     | AlphaTauri-RBPT       | 2.66 | 6  |
| 8      | 31 | Esteban Ocon     | Alpine-Renault        | 2.67 | 4  |
| 9      | 16 | Charles Leclerc  | Ferrari               | 2.71 | 2  |
| 10     | 18 | Lance Stroll     | Aston Martin-Mercedes | 2.92 | 1  |
| Fonte: |    |                  |                       |      |    |

### Classificação
| Tabela do DHL Fastest Pit Stop Award \| Pos \| Construtor \| Pontos \| \| --- \| --------------------- \| ------ \| \| 1 \| McLaren-Mercedes \| 190 \| \| 2 \| Red Bull Racing-RBPT \| 186 \| \| 3 \| Ferrari \| 113 \| \| 4 \| Alpine-Renault \| 59 \| \| 5 \| Aston Martin-Mercedes \| 43 \| \| 6 \| Williams-Mercedes \| 41 \| \| 7 \| AlphaTauri-RBPT \| 39 \| \| 8 \| Mercedes \| 33 \| \| 9 \| Alfa Romeo-Ferrari \| 1 \| \| 10 \| Haas-Ferrari \| 0 \| |                       |        |
| Pos | Construtor            | Pontos |
| 1 | McLaren-Mercedes      | 190    |
| 2 | Red Bull Racing-RBPT  | 186    |
| 3 | Ferrari               | 113    |
| 4 | Alpine-Renault        | 59     |
| 5 | Aston Martin-Mercedes | 43     |
| 6 | Williams-Mercedes     | 41     |
| 7 | AlphaTauri-RBPT       | 39     |
| 8 | Mercedes              | 33     |
| 9 | Alfa Romeo-Ferrari    | 1      |
| 10 | Haas-Ferrari          | 0      |

## Tabela do campeonato após a corrida
Somente as cinco primeiras posições estão incluídas nas tabelas.
| Pos | Piloto           | Pontos | Var |
| --- | ---------------- | ------ | --- |
| 1   | Max Verstappen   | 125    | 0   |
| 2   | Charles Leclerc  | 116    | 0   |
| 3   | Sergio Pérez     | 110    | 0   |
| 4   | George Russell   | 84     | 0   |
| 5   | Carlos Sainz Jr. | 83     | 0   |

| Pos | Construtor           | Pontos | Var |
| --- | -------------------- | ------ | --- |
| 1   | Red Bull Racing-RBPT | 235    | 0   |
| 2   | Ferrari              | 199    | 0   |
| 3   | Mercedes             | 134    | 0   |
| 4   | McLaren-Mercedes     | 59     | 0   |
| 5   | Alfa Romeo-Ferrari   | 41     | 0   |